# ألدا أوليفيرا
ألدا أوليفيرا (بالبرتغالية: Alda Oliveira‏) هي ملحنة برازيلية، ولدت في 3 مارس 1945.